# كتشب العليا (دابوي الجنوبي)
کتشب العلیا (بالفارسية: کچپ علیا) هي قرية تقع في إيران في قسم دابوي الجنوبی الريفي. يقدر عدد سكانها بـ 648 نسمة .